# Artonis
Artonis Simon, 1895 è un genere di ragni appartenente alla famiglia Araneidae.

## Distribuzione
Le due specie oggi note di questo genere sono state reperite in Birmania ed Etiopia; le località di rinvenimento delle due specie sono lontane migliaia di chilometri, è probabile che vi siamo altre specie ancora da scoprire o che queste siano da riclassificare.

## Tassonomia
Pur essendo stato trasferito dalla famiglia Theridiidae fin dal 1964 da Levi, la sua precisa definizione tassonomica, e relativa attribuzione ad una sottofamiglia, è ancora incerta.
Dal 2013 non sono stati esaminati esemplari di questo genere.
A maggio 2014, si compone di due specie:
- Artonis bituberculata (Thorell, 1895)[2] - Birmania
- Artonis gallana (Pavesi, 1895) — Etiopia